# Llanelidan
Llanelidan est un village et une communauté du Denbighshire, au pays de Galles.
Il est situé dans le sud du comté, à mi-chemin enre les villes de Corwen et Ruthin.

## Démographie
Au recensement de 2011, la communauté de Llanelidan comptait 305 habitants.